# Janvier 2008 en sport
Pour un article plus général, voir 2008 en sport.
Cette page concerne l'actualité sportive du mois de janvier 2008

## Faits marquants

### Mardi1erjanvier
- Football américain :
  - Rose Bowl au Rose Bowl Stadium à Pasadena (Californie). Southern California s'impose 49-17 contre Illinois[1].
  - Sugar Bowl au Louisiana Superdome à La Nouvelle-Orléans (Louisiane). Georgia s'impose 41-10 contre Hawaii[2].
- Hockey sur glace : à Buffalo, le Classique hivernal opposant les Sabres aux Penguins de Pittsburgh a lieu en extérieur au stade de football américain équipé d'une patinoire provisoire. C'est le premier match de saison régulière de la LNH à se tenir en extérieur aux États-Unis. 71 217 spectateurs assistent à la rencontre ; c'est le nouveau record d'affluence pour un match de la LNH. Les visiteurs s'imposent 2-1[3].
- Saut à ski, Tournée des quatre tremplins : l'Autrichien Gregor Schlierenzauer remporte la deuxième étape de la tournée sur le tremplin de Garmisch-Partenkirchen en Allemagne[4].

### Mercredi2 janvier
- Football américain : Fiesta Bowl au Cardinals Stadium à Glendale (Arizona). West Virginia s'impose 48-28 contre Oklahoma[5].
- Hockey sur glace : à Méribel, les Dragons de Rouen remportent la finale de la Coupe de la Ligue en s'imposant 4-3 après prolongation face aux Diables rouges de Briançon[6].
- Omnisports : le Suisse Roger Federer se succède à lui-même au classement des Champions des champions mondiaux établi par le journal sportif français L'Équipe. Il devance Michael Phelps et Sébastien Loeb[7].

### Jeudi3 janvier
- Football américain : Orange Bowl au Dolphin Stadium à Miami (Floride). Kansas s'impose 24-21 contre Virginia Tech[8].

### Vendredi4 janvier
- Rallye-raid : en raison de menaces terroristes, l'édition 2008 du Rallye Dakar qui devait partir le 5 janvier de Lisbonne est annulée[9].

### Samedi5 janvier
- Saut à ski, Tournée des quatre tremplins : le Finlandais Janne Ahonen remporte la troisième étape de la tournée sur le tremplin d'Innsbruck en Autriche[10].

### Dimanche6 janvier
- Golf : ouverture de la saison du PGA Tour. À Hawaï, le Suédois Daniel Chopra s'impose dans le Championnat Mercedes-Benz[11].
- Handball : la Tunisie remporte le Challenge Marrane en s'imposant 32-26 face à l'US Ivry[12].
- Saut à ski, Tournée des quatre tremplins : le Finlandais Janne Ahonen remporte sa cinquième Tournée, record du genre. Déjà leader après les trois premières étapes, Ahonen a également remporté le dernier concours qui se tenait à Bischofshofen (Autriche)[13].

### Lundi7 janvier
- Football américain : finale nationale du Championnat NCAA 2007 au Louisiana Superdome à La Nouvelle-Orléans (Louisiane). LSU s'impose 38-24 contre Ohio State[14].

### Samedi12 janvier
- Tennis, ATP : l'Allemand Philipp Kohlschreiber remporte l'Open d'Auckland 2008[15].

### Dimanche13 janvier
- Golf :
  - PGA Tour : le Sud-coréen Choi Kyung-Ju gagne le Sony Open d'Hawaï.
  - Tour européen PGA : le Sud-Africain Richard Sterne s'impose dans le Joburg Open.
- Hockey sur glace : finale de la Coupe d'Europe des clubs champions 2008. Le Metallourg Magnitogorsk devient champion d'Europe grâce à une victoire 5 à 2 face au Sparta Prague[16].

### Lundi14 janvier
- Tennis : début de l'Open d'Australie 2008 à Melbourne.

### Jeudi17 janvier
- Handball : début du Championnat d'Europe masculin en Norvège.

### Samedi19 janvier
- Ski alpin : en Coupe du monde de ski alpin, le Suisse Didier Cuche s'impose lors de la prestigieuse descente de Kitzbühel (Autriche)[17].

### Dimanche20 janvier
- Football : en match d'ouverture de la Coupe d'Afrique des nations, le Ghana s'impose 2-1 à domicile face à la Guinée.
- Football américain, saison NFL 2007 :
  - Finale de la conférence américaine : New England Patriots 21-12 San Diego Chargers
  - Finale de la conférence nationale : Green Bay Packers 20-23 New York Giants, en prolongation
- Golf :
  - PGA Tour : l'Américain D. J. Trahan remporte le Classique Bob Hope Chrysler en Californie.
  - Tour européen PGA : l'Allemand Martin Kaymer remporte le Abu Dhabi Golf Championship aux Émirats arabes unis.
  - LPGA : les Philippines Jennifer Rosales et Dorothy Delasin remportent la Coupe du monde féminine de golf en Afrique du Sud.
- Hockey sur glace : troisième match des étoiles de la Ligue Magnus. Victoire de la sélection étrangère 12 à 9.
- Voile : le skipper français Francis Joyon bat le record du tour du monde en solitaire. Il améliore le temps de la Britannique Ellen MacArthur en 2005 de plus de 14 jours en 57 jours, 13 heures, 34 minutes et 6 secondes[18].

### Mercredi23 janvier
- Patinage artistique, Championnats d'Europe : les Allemands Aljona Savchenko et Robin Szolkowy conservent leur titre en couple.

### Jeudi24 janvier
- Patinage artistique, Championnats d'Europe : le Tchèque Tomáš Verner devient champion d'Europe devant le Suisse Stéphane Lambiel et le Français Brian Joubert.

### Vendredi25 janvier
- Patinage artistique, Championnats d'Europe : les Russes Oksana Domnina et Maksim Chabaline remportent le titre continental de danse sur glace devant les tenants du titre français Isabelle Delobel et Olivier Schoenfelder.

### Samedi26 janvier
- Patinage artistique, Championnats d'Europe : l'Italienne Carolina Kostner conserve le titre continental féminin.

- Ski alpin : l'Américain Marco Sullivan remporte la descente de Chamonix sur la piste verte des Houches sous le label Kandahar pour le compte de la Coupe du monde de ski alpin 2008.

- Tennis : finale du tableau féminin de l'Open d'Australie 2008 à Melbourne. La Russe Maria Sharapova remporte son premier Australian Open face à la Serbe Ana Ivanovic (7-5, 6-3).

### Dimanche27 janvier
- Cyclisme :
  - Cyclisme sur route : l'Allemand André Greipel (Team High Road) gagne le Tour Down Under 2008, première épreuve de l'UCI ProTour 2008.
  - Cyclo-cross : le Néerlandais Lars Boom s'impose lors du Championnat du monde à Trévise (Italie).

- Golf :
  - PGA Tour : l'Américain Tiger Woods remporte le Buick Invitational à San Diego (Californie) aux États-Unis. C'est son sixième succès dans cette épreuve de début de saison.
  - Tour européen PGA : l'Australien Adam Scott gagne le Masters du Qatar au Qatar.

- Handball : le Danemark remporte le Championnat d'Europe masculin 2008 à la suite de son succès en finale contre la Croatie (24-20). C'est le premier titre pour la sélection danoise masculine.

- Hockey sur glace : l'Association de l'Est bat l'Association de l'Ouest par 7 à 6 à l'occasion du 56e Match des étoiles de la Ligue nationale de hockey à Atlanta (États-Unis).

- Luge : clôture des Championnats du monde à Oberhof (Allemagne).

- Ski alpin : l'Américain Bode Miller remporte le super-combiné de Chamonix sous le label Kandahar pour le compte de la Coupe du monde de ski alpin 2008.

- Sport automobile :
  - Endurance : victoire lors des 24 Heures de Daytona en Floride (États-Unis), de la Riley-Lexus du Chip Ganassi Racing, pilotée par l'équipage composé de Dario Franchitti, Juan Pablo Montoya, Scott Pruett et Memo Rojas. Il s'agit de la troisième victoire consécutive dans cette épreuve pour le Chip Ganassi Racing, et du deuxième succès d'affilée pour Juan Pablo Montoya et Scott Pruett.
  - Rallye : Sébastien Loeb et Daniel Elena remportent le rallye automobile Monte-Carlo, première épreuve du Championnat du monde des rallyes 2008, au volant de leur Citroën C4 WRC. C'est la cinquième victoire (un record) de l'équipage franco-monégasque dans cette épreuve.

- Sport hippique : Offshore Dream drivé par Pierre Levesque remporte le Grand Prix d'Amérique à l'Hippodrome de Vincennes à Paris. C'est le deuxième succès consécutif pour Levesque et Offshore Dream.

- Tennis : finale du tableau masculin de l'Open d'Australie 2008 à Melbourne. Le Serbe Novak Djokovic s'impose 4-6, 6-4, 6-3, 7-6 sur le Français Jo-Wilfried Tsonga. C'est la première victoire d'un Serbe dans un tournoi du Grand Chelem.